# 129137 Hippolochos
129137 Hippolochos è un asteroide troiano di Giove del campo troiano. Scoperto nel 2005, presenta un'orbita caratterizzata da un semiasse maggiore pari a 5,121769 UA e da un'eccentricità di 0,057640, inclinata di 12,515516° rispetto all'eclittica.
L'asteroide  è dedicato al giovane troiano Ippoloco che combatté nella Guerra di Troia. Ippoloco fu decapitato da Agamennone; era stato col padre Antimaco e il fratello Pisandro uno dei responsabili della mancata riassegnazione di Elena agli Achei.